# 피셔 투영식

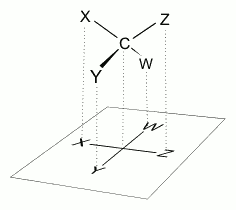
사면체 분자의 평면에의 투영

피셔 투영식을 입체화하는 법

피셔 투영식(영어: Fischer projection)은 헤르만 에밀 피셔가 1891년에 고안한 3차원 유기 분자의 2차원 표기법이다. 피셔 투영도라고도 한다. 유기화학, 생화학에서 특히 많이 사용된다. 피셔 투영식에서 모든 공유 결합은 가로선 또는 세로선으로 표시되며, 탄소 사슬은 세로로, 탄소 원자 자체는 선의 교차점으로 표시된다. 탄소 사슬의 방향은 1번 탄소(C1 탄소)가 최상단에 위치하도록 한다.
피셔 투영식에서 모든 가로로 놓인 공유 결합은 관측자 측으로 향한 것으로 간주되며, 세로로 놓인 공유 결합은 관측자로부터 멀어지는 쪽으로 향한 것으로 간주된다. 따라서, 피셔 투영도는 거울에 비친 것과 같이 좌우의 결합을 치환한다거나 하는 식으로 회전시킬 수 없다. 그러한 경우는 광학 이성질체가 된다.
피셔 투영식은 생화학이나 유기화학에서 단당류를 나타내기 위해 널리 사용되며, 아미노산이나 다른 유기 분자를 나타내는 데도 사용된다. 피셔 투영식은 입체화학에서 카이랄성을 지니는 분자를 표시하는 데 매우 효율적이다.
하워드 투영식는 고리 형태의 당류를 나타내는 데 사용되는 유사한 표기법이며, 피셔 투영도에서의 오른편의 작용기는 하워드 투영도에서의 고리면 아래의 작용기와 동일하다. 피셔 투영도는 3차원 구조를 전혀 나타내지 않는 루이스 구조와 혼동해서는 안 된다.

## 같이 보기
- 칸-인골드-프렐로그 순위 규칙
- 하워스 투영식